# الن سوشون
اَلَن سوشون (فرانسوی: Alain Souchon‎؛ ‏[alɛ̃ edwaʁ kinas(t)]؛ ‏ زادهٔ ۲۷ مهٔ ۱۹۴۴) ترانه‌سرا، خواننده و هنرپیشه اهل فرانسه است. وی از سال ۱۹۷۱ میلادی تاکنون مشغول فعالیت بوده‌است.
او تا کنون ۱۵ آلبوم موسیقی منتشر کرده و برندهٔ جوایز گوناگونی شده است.
از ترانه‌های مشهور او می‌توان به «جماعت احساساتی» و «همین هم خوبه» اشاره کرد.